# ديفيد كارنيجي

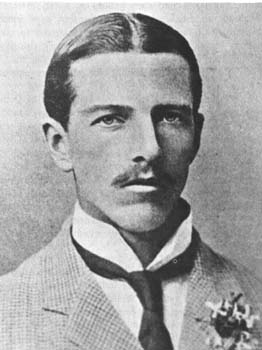
ديفيد كارنيجي 
(بالإنجليزية: David Carnegie)‏ هو مستكشف منقب عن الذهب في أستراليا الغربية وُلد في لندن, (27 نوفمبر 1900- 23 مارس 1871).
في عام 1896 قاد رحلة استكشافية من منطقة Coolgardie ومن خلال جيبسون وصحراء ساندي الكبرى لخور القاعات Halls Creek، ومن ثم العودة مرة أخرى.